# St. Clair (Pennsylvania)
St. Clair è un comune (borough) degli Stati Uniti d'America, situato nello stato della Pennsylvania, nella contea di Schuylkill.